# Biserici de lemn din Harghita
- Biserica de lemn din Bodogaia cu hramul Sfinții Apostoli Petru și Pavel
- Biserica de lemn din Borsec cu hramul Schimbarea la Față
- Biserica de lemn din Bilbor cu hramul Sfântul Nicolae
- Biserica de lemn din Corbu cu hramul Sfântul Simion Stâlpnicul
- Biserica de lemn din Gălăuțaș cu hramul Adormirea Maicii Domnului
- Biserica de lemn din Mănăstirea Pârâul Doamnei
- Biserica de lemn din Mănăstirea Toplița (Harghita) cu hramul Sfântul Pooroc Ilie
- Biserica de lemn din Sândominic cu hramul Sfinții Arhangheli
- Biserica de lemn din Tulgheș cu hramul Sfinții Arhangheli
- Biserica de lemn din Uilac cu hramul Sfântul Gheorghe